# Serge Regourd
 (février 2023).
L'article doit être relu — et modifié si nécessaire — par des contributeurs indépendants pour apporter un regard critique aux contributions effectuées en violation des conditions d'utilisation de Wikipédia, tant sur la forme (notamment concernant le style encyclopédique, la proportionnalité) que sur le fond (la neutralité de point de vue, la qualité et l'indépendance des sources).
Serge Regourd, né le 19 février 1948 à Laguépie, est un juriste et universitaire français, président de la Commission Culture et audiovisuel du conseil régional d’Occitanie.

## Biographie
Serge Regourd a très tôt concilié une carrière universitaire et des engagements citoyens[non neutre]. En mai 68, étudiant à Toulouse, il est secrétaire général de l’Unef, et à ce titre l’un des leaders du mouvement. Il soutient une thèse de doctorat en droit public et sciences politiques en 1978. D’abord Professeur à l’Université de Clermont-Ferrand, il l’est ensuite à l’Université de Toulouse. Initialement spécialisé en droit des collectivités territoriales et de la décentralisation, il
devient plus tard l’un des meilleurs spécialistes[réf. nécessaire] du droit de la communication et de la culture.
Professeur à l'université Toulouse-I-Capitole,,
Il occupe pendant 10 ans (1987-1996) le poste de doyen de la faculté d’administration et de communication. Il crée et dirige de 1991 à 2016 un laboratoire de recherche, l’Institut du droit des territoires, de la culture et de la communication (IDETCOM) et plusieurs  masters ; Droit des médias, Administration des activités culturelles et Administration et gestion de la communication.
Il a dirigé une quarantaine de thèses dans ces domaines et exercé de nombreuses missions[Combien ?] dans des universités étrangères.
Il est l’auteur de plus de 250 publications entre articles et ouvrages, ouvrages collectifs et ouvrages individuels  qui portent sur la culture, l’audiovisuel et la télévision. Parmi ces derniers ;  La Télévision des européens (La Documentation française, 1992), Droit de la communication audiovisuelle (PUF, 2002), L’Exception culturelle (PUF, 2004), De l’exception à la diversité culturelle (La Documentation française, 2006), Vers la fin de la télévision publique (édition de l’attribut 2009),mais aussi sur le cinéma français et les acteurs : Éloge des seconds rôles (Seguier, 2005), Les Seconds Rôles du cinéma français, grandeur et décadence (Klincsieck, 2011), Acteurs de caractère, les méconnus du cinéma français (Gremese 2014), ainsi que des ouvrages politiques : Paul Quilés, ou comment rester socialiste ? (Le Cherche-Midi, 2015) et nombre d’ouvrages proprement universitaires depuis la publication de sa thèse sur l’acte de tutelle en droit administratif français (LGDJ 1983).
Parallèlement à ses responsabilités universitaires, il a assumé une diversité d’activités dans les domaines de la culture et de la communication. Il a notamment créé une revue de cinéma (Ciné-Acteurs) puis est devenu l’un des principaux animateurs des États Généraux de la Culture auprès de Jack Ralite, qui a joué un rôle important dans le mouvement pour l’Exception culturelle  et la convention sur la diversité culturelle. En 1997, il est élu Président du CIDJ (Centre de documentation et d’information de la Jeunesse) et du réseau national de l’information-Jeunesse. Il est également membre du CTA (Comité Territorial de l’audiovisuel), instance déconcentrée du CSA pour les régions Languedoc-Roussillon et Midi-Pyrénées.
Serge Regourd est intervenu également en tant qu’expert auprès d’un certain nombre d’organisations de l’audiovisuel et de la culture , comme notamment : l’ADAMI, le SYNDEAC, l'Association française des cinémas d'art et d'essai (AFCAE) et autres. Du fait de son insertion dans le domaine audiovisuel comme expert, il est membre de l’Académie des César, et a participé à divers titres à un certain nombre de films, y compris dans des apparitions comme acteur. Il a été aussi membre du jury de divers festivals, comme, encore récemment (2018), celui de Kustendorf, de son ami Émir Kusturica qu’il a connu à la suite de la controverse sur le film Underground (1995) dans laquelle il prit la défense de la Palme d’Or face aux attaques d'Alain Finkielkraut (In Le Monde, juin 1995). Son engagement contre le politiquement correct le fit également intervenir, sous forme de Tribune dans Le Monde, au soutien de l’écrivain Peter Handke, déprogrammé de la Comédie Française.
Il est élu vice-président de la Cinémathèque de Toulouse en 2010,.
En 2015, il s’engage en politique, avec une liste de rassemblement citoyen, sous la dénomination « Nouveau Monde en commun » . Élu conseiller régional, il devient Président de la commission Culture et audiovisuel du Conseil régional de la Région Languedoc Roussillon Midi-Pyrénées. À ce titre, il anime le Fonds d’aide à la création audiovisuelle et cinématographique.
En mars 2016, il est également élu Président du Centre régional des lettres (CRL).
En octobre 2016, Serge Regourd, parfois surnommé le « professeur-citoyen », devient professeur émérite.

## Distinctions
- Chevalier de la Légion d'honneur[10],[11]
- Officier de l'ordre national du Mérite[12]
- Officier des Palmes académiques[13]
- Chevalier des Arts et des Lettres[13]

## Publications
- S.O.S. Culture, Indigène Editions, 2021,  (ISBN 978-2375951026)
- L’exception culturelle, Presses Universitaires de France, coll. Que sais-je ?, 2004  (ISBN 978-2130539315)